# Mantova Football Club 2010-2011
Questa voce raccoglie le informazioni riguardanti il Mantova Football Club S.r.l. nelle competizioni ufficiali della stagione 2010-2011.

## Stagione
Al termine della stagione regolare il Mantova partecipa alla Poule scudetto, venendo inserita nel triangolare con Cuneo e Treviso, rispettivamente prime classificate dei gironi A e B della serie D. Nel primo incontro allo Stadio Danilo Martelli i virgiliani pareggiano 0-0 con il Treviso, venendo successivamente eliminati in seguito alla pesante sconfitta (1-4) nella trasferta cuneese.

## Divise e sponsor
A partire dal girone di ritorno il Mantova gioca con una speciale maglia celeste con banda trasversale biancorossa per celebrare il centenario della società. Vengono utilizzate inoltre una maglia rossa con banda biancoceleste e una bianca con banda rossoceleste come divise alternative.
| Casa | Trasferta | Terza divisa |

## Rosa
| N. |                   | Ruolo | Calciatore                    |
| -- | ----------------- | ----- | ----------------------------- |
|    | Italia (bandiera) | P     | Mirko Bellodi (vice capitano) |
|    | Italia (bandiera) | P     | Stefano Portesi               |
|    | Italia (bandiera) | P     | Paolo Quaini                  |
|    | Italia (bandiera) | P     | Fabio Patuzzi                 |
|    | Italia (bandiera) | D     | Alfonso Caruso                |
|    | Italia (bandiera) | D     | Giordano Paganotto            |
|    | Italia (bandiera) | D     | Davide Bersi                  |
|    | Italia (bandiera) | D     | Cristian Luzzi                |
|    | Italia (bandiera) | D     | Domenico Caccavale            |
|    | Italia (bandiera) | D     | Tommaso Ferrari               |
|    | Italia (bandiera) | D     | Giulio Mariani                |
|    | Italia (bandiera) | D     | Nicola Pimazzoni              |
|    | Italia (bandiera) | D     | Marco Zaninelli               |
|    | Italia (bandiera) | D     | Edoardo Rossi                 |
|    | Italia (bandiera) | C     | Mario Colonetti               |

| N. |                           | Ruolo | Calciatore                |
| -- | ------------------------- | ----- | ------------------------- |
|    | Italia (bandiera)         | C     | Manuel Spinale (capitano) |
|    | Italia (bandiera)         | C     | Jan Martin Vinatzer       |
|    | Italia (bandiera)         | C     | Gian Marco Cavalieri      |
|    | Italia (bandiera)         | C     | Fabio Bonomi              |
|    | Italia (bandiera)         | C     | Thomas Terranova          |
|    | Costa d'Avorio (bandiera) | C     | Mamadou Coulibaly         |
|    | Italia (bandiera)         | C     | Giacomo Pettarin          |
|    | Italia (bandiera)         | C     | Alessandro Peralta        |
|    | Italia (bandiera)         | C     | Hannes Fischnaller        |
|    | Italia (bandiera)         | C     | Middio Alex Serraino      |
|    | Italia (bandiera)         | A     | Gabriele Graziani         |
|    | Italia (bandiera)         | A     | Gaetano Gambino           |
|    | Italia (bandiera)         | A     | Stefano Franchi           |
|    | Italia (bandiera)         | A     | Roberto Biundo            |
|    | Italia (bandiera)         | A     | Enrico Gherardi           |

## Organigramma societario
Area direttiva
- Presidente: Bruno Bompieri
- Vice Presidente: Gianbattista Tirelli
- Vice Presidente e Marketing: Carlo Alberto Savoia
- Amministratore delegato: Alberto Castagnaro
- Direttore Generale: Maurizio Ruberti
- Direttore Sportivo: Enrico Dalè
- Legale: Paolo Stanghellini
- Consigliere: Federico Mazzoli
- Consigliere: Carlo Giovanardi
- Consigliere: Aldo Levoni
- Addetto Stampa: Alberto Sogliani

Area tecnica
- Allenatore: Archimede Graziani
- Allenatore in seconda: Sauro Frutti
- Preparatore atletico: Lanfranco Virgili
- Preparatore portieri: Marco Ampolini

Settore giovanile
- Responsabile: Claudio Turella
- Responsabile Tecnico: Enrico Ghirardi
- Responsabile attività di base: Stefano Cortesi

## Risultati

### Serie D

#### Poule scudetto
| 29 maggio 2011 Giornata 2 | Mantova | 0 – 0 | Treviso |  |

| 4 giugno 2011 Giornata 3 | Cuneo | 4 – 1 | Mantova |  |